# واندانا شیوا
واندانا شیوا (به انگلیسی: Vandana Shiva) فیزیکدان، منتقد، نویسنده، و فعال سیاسی ضد-جهانی‌سازی است.
وی متولد هندوستان بوده و دکترای فیزیک نظری خود را از دانشگاه وسترن انتاریو دریافت نمود.